# Ерофеева, Ольга Юрьевна
О́льга Ю́рьевна Ерофе́ева (род. 21 марта 1953) — украинская советская художница, живописец и монументалистка.

## Биография
Ольга Ерофеева родилась в Харькове, окончила Детскую художественную школу им. И. Е. Репина (1969), окончила Харьковский художественно-промышленный институт, монументальное отделение (1972—1977). Член Союза художников с 1982 года. Заслуженный художник Украины с 2008 года. Участница множества республиканских, всесоюзных и зарубежных выставок. Лауреатка премии им. И. Е. Репина. Награждена почетной грамотой Харьковского городского совета. Награждена почетным знаком харьковского областного совета «Слобожанская слава». Обладатель титула «Харьковчанин года» (2009). Лауреатка творческой премии городского совета (2005). Лауреатка биеннале «Господин Украины» (1995).
Работы Ольги Ерофеевой находятся в Харьковском художественном музее (Украина, Харьков), в Художественно-мемориальном музее И. Е. Репина. (Украина, Чугуев), галерее «ICAT» (Бельгия, Берзель), в частных коллекциях Украины, России, Германии, Швейцарии, Бельгии, США, Ирландии, Китая.

## Персональные выставки
1993 — Германия, Траунштайн
1996 — Украина, Харьков, Дом Ученых
1997 — Украина, Харьков, Союз художников
2003 — Украина, Харьков, Дом художника
2005 — Украина, Харьков, Галерея Академия
2007 — Украина, Харьков, Галерея Академия, выставка «Фрагменты».
2007 — Украина, Харьков, Дом Нюрнберга, выставка «Свежий ветер»
2009 — Украина, Харьков, Харьковский художественный музей, «Триптих»
2010 — Украина, Чугуев, Художественно-мемориальный музей И. Е. Репина.
2011 — Украина, Харьков, Методический центр ХГАДИ
2013 — Украина, Харьков, Дом художника, выставка «Summertime»
2013 — Украина, Харьковский художественный музей, выставка лауреатов премии им. Репина

## Основные произведения
Роспись дома природы (Днепр, 1983)
Художественное оформление станции метро «Исторический музей» (Харьков, 1984)
Роспись Харьковского пульмонологического санатория (Харьков, 1988)
Художественное оформление станции метро «Ботанический сад» (Харьков, 2004)
Художественное оформление станции метро «Алексеевская» (Харьков, 2010)
Художественное оформление станции метро «Победа» (Харьков, 2016)